# الكرامة (حمص)
الكرامة قرية سوريّة تتبع إداريّاً لمحافظة حمص منطقة حمص ناحية حمص، بلغ تعداد سكانها 61 نسمة حسب التعداد السكاني لعام 2004.